# Mir u Amiensu
Mir u Amiensu, zaključen je 25. ožujka 1802. između Ujedinjenog Kraljevstva Velike Britanije i Irske i Prve Francuske Republike po završetku francuskih revolucionarnih ratova. Poslije zaključenja Mira u Lunévilleu 1801. Napoléon je između Calaisa i Somme otpočeo pripreme za invaziju na Veliku Britaniju, što je utjecalo na jačanje pristalica mira u Velikoj Britaniji.

## Odredbe mira
Prema odredbama mira u Amiensu Egipat je vraćen Turskoj, Malta Viteškom redu Ivanovaca, Francuska je povukla svoje jedinice iz Napuljskog Kraljevstva i Papinske Države, a Velika Britanija otoke u Sredozemnom moru i sve zauzete prekomorske teritorije osim Trinidada i Šri Lanku. Mirom u Amiensu je prešutno priznata prevlast Velike Britanije na moru, a Francuske na kopnu, što je posijalo sjeme novih sukoba.